# Volker Schnurrbusch
Volker Schnurrbusch, né le 12 janvier 1958 à Leverkusen, est un homme politique allemand.

## Biographie
Volker Schnurrbusch naît le 12 janvier 1958 à Leverkusen.
Il obtient son baccalauréat en 1976, puis étudie la germanistique, l'Histoire et la Pédagogie à l'Université de Bonn. Il achève ses études de pédagogie par le premier examen d'État pour l'enseignement au niveau secondaire II. Après un stage, il travaille comme Attaché de presse ou Porte-parole pour des entreprises de médias, comme Rédacteur dans des maisons d'édition de magazines, ainsi qu'au sein de la direction de sociétés de production télévisuelle. Il exerce également en tant que producteur et auteur indépendant pour des productions télévisées et des films industriels.
Schnurrbusch est marié et père de trois enfants.

### Carrière politique
Schnurrbusch adhère à l'AfD en avril 2013. De 2013 à 2016, il est membre du bureau de l'association départementale de Stormarn, dont il devient finalement vice-président. En 2015, il est élu premier vice-président de l'AfD Schleswig-Holstein, et reconduit dans cette fonction en 2016. Il s'engage dans les relations avec la presse au niveau régional et dans la gestion des campagnes électorales au niveau national et européen. Lors des élections régionales de 2017, il entre au parlement régional via la 5e place sur la liste électorale,. Jusqu'à la perte du statut de groupe parlementaire de son parti en septembre 2020, il occupe le poste de Directeur parlementaire.
Le 20 juillet 2017, le Landtag de Schleswig-Holstein lève l'immunité parlementaire de Schnurrbusch. La police effectue une Perquisition dans les locaux du député en raison d'accusations liées à l'utilisation de symboles d'organisations inconstitutionnelles. Sur la page Facebook de l’AfD Schleswig-Holstein, dont Schnurrbusch est juridiquement responsable, un symbole de la SA aurait été affiché. En juin 2018, le Tribunal régional de Kiel juge que la perquisition de son bureau était illégale.
Lors des élections régionales de 2022, l’AfD échoue à se maintenir au Landtag, et Schnurrbusch quitte le parlement à la fin de la législature.
Le 4 août 2023, lors du congrès européen de l’AfD à Magdeburg, Schnurrbusch est placé en 16e position sur la liste pour les Élections européennes de 2024. Il échoue de peu à entrer au Parlement européen, l’AfD obtenant 15,9 % des voix et 15 sièges.
Lors des élections fédérales de 2025, Volker Schnurrbusch est élu au Bundestag via la 3e place sur la liste régionale de l’AfD Schleswig-Holstein. Par ailleurs, il se présente comme candidat direct dans la circonscription d’Ostholstein – Stormarn-Nord, où il obtient 17,3 % des voix, terminant troisième. Le 26 février 2025, Schnurrbusch annonce qu’il renonce à son mandat au Bundestag pour succéder à Maximilian Krah au Parlement européen. Krah avait cédé son mandat européen après son élection au Bundestag par mandat direct. À la place de Schnurrbusch, Alexis Giersch entre au Bundestag pour l’AfD Schleswig-Holstein en mars 2025. Schnurrbusch prend ses fonctions au Parlement européen le 4 avril 2025.

## Positions politiques
Sur le site de son parti, Schnurrbusch énumère ses positions politiques. Il déclare vouloir « lutter » contre divers problèmes qu’il identifie : contre la « correction politique » et les « interdictions de parole et de pensée » ; contre la « redevance GEZ » (désignant le ARD ZDF Deutschlandradio Beitragsservice) ; contre l’« uniformisation » ; contre les quotas, car « la performance doit être récompensée » ; contre la « tutelle » ; pour une compréhension de l’histoire « en elle-même » ; et contre le « multiculturalisme », chaque culture devant avoir « sa place ».